# Vyacheslav Vasilyevich Tikhonov
Vyacheslav Vasilyevich Tikhonov (sinh ngày 8 tháng 2 năm 1928 - mất 4 tháng 12 năm 2009 tại Moskva) là một diễn viên Xô viết nổi tiếng, đã nhận được nhiều giải thưởng quốc gia, bao gồm cả danh hiệu Nghệ sĩ Nhân dân Liên Xô (1974) và Anh hùng lao động xã hội chủ nghĩa (1982). Vai diễn thành công nhất của ông là vai Thượng tá SS (Standartenführer) Stirlitz, một điệp viên Xô viết trong phim Mười bảy khoảnh khắc mùa xuân.

## Sự nghiệp

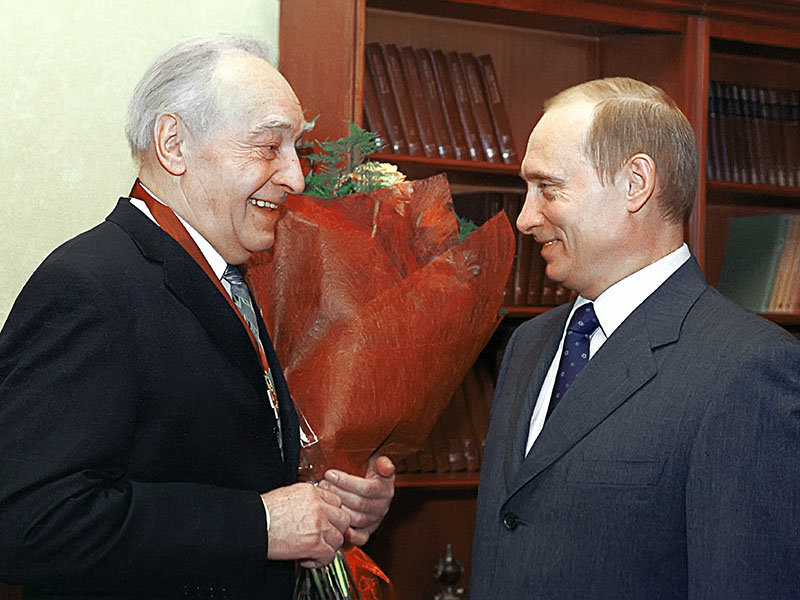
Vyacheslav Vasilyevich Tikhonov trong buổi lễ trao tặng Giải thưởng cấp Nhà nước Liên bang Nga ngày 08 tháng 2 năm 2003 tại Kremly

Ông sinh ra ở Pavlovsky Posad gần Moskva. Cha ông là công nhân và mẹ ông là bảo mẫu nhà trẻ. Thuở nhỏ, ông có tên là Slava (tiếng Nga có nghĩa là vinh quang).
Vyacheslav Tikhonov có ngoại hình cao ráo và rắn rỏi, có mơ ước trở thành diễn viên điện ảnh, vì vậy ông đã dự thi vào viện điện ảnh VGIK. Nhưng do bản tính rụt rè, không có khả năng nói trước đám đông nên ông bị đánh trượt. Khi các thí sinh dự thi ra về, ông vẫn ở lại trường thi. Đúng lúc đó có một vị giáo sư của trường đi qua, trông thấy ông và thương tình nhận vào trường.
Vào nghề, Vyacheslav Tikhonov được các đạo diễn mời tham gia đóng các phim Đội cận vệ trẻ năm 1948 và Maximka năm 1952, nhưng vì ngoại hình được đánh giá là "đẹp như tượng" của ông chứ không vì phải vì tài năng của ông. Điều đó khác với mong muốn của ông trong nghề diễn.
Vyacheslav Tikhonov rất say mê tiểu thuyết Chiến tranh và hòa bình của Lev Tolstoi. Khi biết đạo diễn nổi tiếng của Liên Xô Sergei Bondachuk sắp làm phim Chiến tranh và hòa bình (War and Peace), ông đã tìm đến gặp Bondachuk và xin được đóng vai Andrei Bolkonsky. Nhưng ông bị Bondachuk từ chối vì lúc đó đã có hai ứng cử viên nổi tiếng khác cho vai diễn này. Tuy nhiên, sau đó 2 nam diễn viên kia lại bận đóng phim khác và nhờ có sự can thiệp của Bộ trưởng Bộ Văn hóa Liên Xô, Tikhonov được đóng vai diễn mà mình mơ ước.

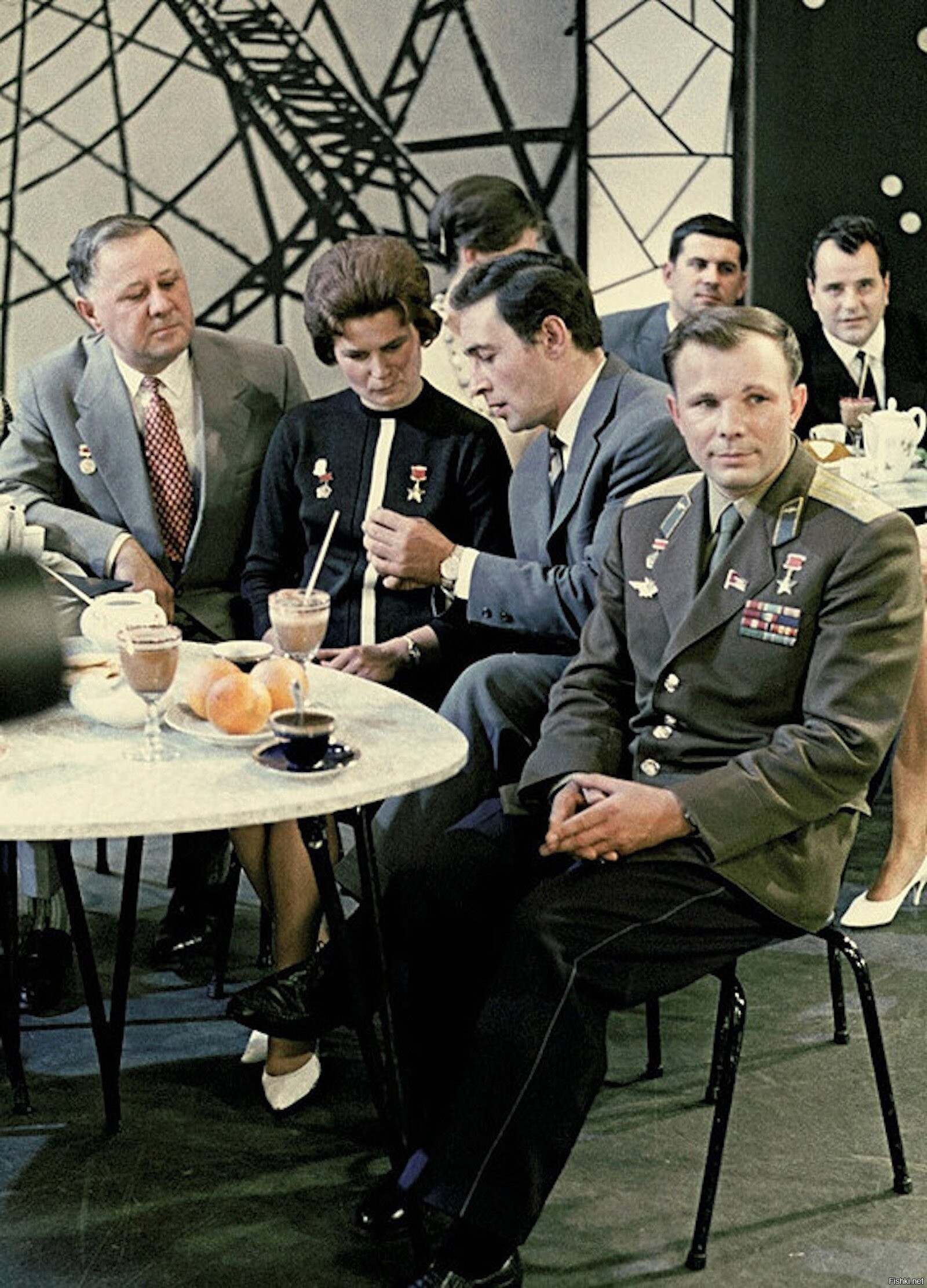
V. V. Tikhonov và các Anh hùng Liên Xô(Từ phải: Yu. A. Gagarin, V. V. Tikhonov, V. V. Tereshkova, Ivan Lyubeznov

Sau 4 năm, bộ phim hoàn thành. Trong quá trình đóng phim, ông đã gặp rắc rối với đạo diễn Bondachuk, một người rất nghiêm khắc và nguyên tắc. Dù phim Chiến tranh và hòa bình đoạt giải Oscar (1969) nhưng vai diễn Andrei Bolkonsky của Tikhonov không được báo chí Liên Xô khi đó đánh giá cao về và chính đạo diễn Sergei Bondachuk cũng có những ý kiến không hay về vai diễn này.
Là người cả nghĩ, Tikhonov thất vọng, nản chí và muốn từ bỏ điện ảnh để chuyển sang sân khấu. Tuy nhiên, đúng lúc đó ông lại được nữ đạo diễn Tatyana Lioznova mời đóng vai Đại tá SS Stirlitz, tức điệp viên Maksim Isayev của Liên Xô (nhân vật có thật được tiểu thuyết hóa) trong Chiến tranh thế giới thứ hai trong phim Mười bảy khoảnh khắc mùa xuân (Семнадцать мгновений весны). Bộ phim hoàn thành năm 1973. Ngay từ khi ra mắt những tập đầu tiên, bộ phim đã được khán giả Liên Xô ca ngợi và sau đó trở nên quen thuộc với nhiều thế hệ người Nga. Vai diễn này của ông được khán giả Liên Xô và các nước xã hội chủ nghĩa yêu thích và mang lại nhiều vinh quang cho ông với các danh hiệu Nghệ sĩ Nhân dân Liên Xô (1974) và Anh hùng lao động xã hội chủ nghĩa (1982).
Sau khi Liên Xô tan rã, ông tham gia vai diễn một ông già trong bộ phim đoạt giải Oscar khác, Cháy bỏng dưới ánh mặt trời (Burnt by the Sun) năm 1994 của đạo diễn Nikita Mikhalkov.
Ngoài những phim nổi tiếng trên, Vyacheslav Tikhonov còn đóng một số phim khác nhưng không gây được tiếng vang.
Tháng 11 năm 2003, Tổng thống Nga Vladimir Putin đã trao tặng Huân chương Cống hiến Quốc gia hạng III cho Vyacheslav Tikhonov.

## Đời tư
Năm 1948, ông kết hôn với Nonna Mordyukova, một nữ diễn viên khá nổi tiếng thời đó, là người cùng đóng phim Đội cận vệ trẻ với ông và sau này cũng được danh hiệu Nghệ sĩ nhân dân Liên Xô. Hai người có một con trai là Vladimir.
Cuộc hôn nhân của ông với Nonna Mordyukova kéo dài 13 năm thì tan vỡ. Hai người cắt đứt mọi mối quan hệ sau khi chia tay. Tháng 7 năm 2008 khi sắp qua đời, Nonna Mordyukova vẫn hối tiếc về sự chia tay đó.
Vladimir, con trai ông, cũng có ngoại hình đẹp và trở thành diễn viên, nhưng bị sa vào nghiện rượu, ma túy và qua đời khi mới 40 tuổi vì chích thuốc quá liều.
Sau khi chia tay Mordyukova, năm 1968, ông lấy Tamara và có con gái Anna. Những năm cuối đời, ông sống ẩn dật với gia đình ở ngoại ô Moskva.
Ông qua đời ngày 4 tháng 12 năm 2009.

## Các phim tham gia
- Молодая гвардия ("Đội cận vệ trẻ", 1948)
- В мирные дни ("Trong những ngày hòa bình", 1950)
- Тарас Шевченко ("Taras Shevchenko", 1951)
- Максимка ("Maksimka", 1952)
- Сердце бьется вновь ("Trái tim lại đập", 1956)
- Дело было в Пенькове ("Họ đã ở Penkovo", 1957)
- ЧП. Чрезвычайное происшествие ("Tình huống khẩn cấp", 1958)
- Жажда ("Cơn khát", 1959)
- Майские звезды ("Những ngôi sao tháng năm", 1959)
- Мичман Панин (1960)
- Две жизни ("Hai cuộc sống", 1961)
- На семи ветрах ("Trên bảy ngọn gió", 1962)
- Оптимистическая трагедия ("Bi kịch lạc quan", 1963)
- Война и мир (Chiến tranh và hòa bình, 1965-67)
- Доживем до понедельника ("Chúng ta sẽ sống đến thứ hai", 1968)
- Семейное счастье ("Hạnh phúc gia đình", 1969)
- Карусель ("Băng chuyền"1970)
- Егор Булычев и другие ("Yegor Bulychev và bạn bè", 1971)
- Человек с другой стороны ("Người ở phía bên kia", 1971)
- Семнадцать мгновений весны (Mười bảy khoảnh khắc mùa xuân, 1973)
- Фронт без флангов ("Mặt trận hở sườn", 1974)
- Они сражались за Родину ("Họ chiến đấu vì Tổ Quốc", 1975)
- Повесть о человеческом сердце ("Câu chuyện của trái tim con người", 1975)
- ... И другие официальные лица ("... Và các quan chức", 1976)
- Белый Бим Черное ухо ("Bim trắng tai đen", 1977)
- Фронт за линией фронта ("Đối diện trên chiến tuyến", 1977)
- Отпуск за свой счет ("Chi phí của kỳ nghỉ", 1981)
- Фронт в тылу врага ("Mặt trận sau lưng địch", 1981)
- Однолюбы ("Vợ chồng", 1982)
- Европейская история ("Lịch sử Châu Âu", 1984)
- ТАСС уполномочен заявить... (TASS được quyền tuyên bố...", 1984)
- Апелляция ("Hấp dẫn", 1987)
- Убить дракона ("Giết rồng", 1988)
- Любовь с привилегиями ("Đặc quyền của tình yêu", 1989)
- Призраки зеленой комнаты ("Những bóng ma của căn phòng màu xanh", 1991)
- Бесы (Николай Ставрогин) ("Quỷ dữ", 1992)
- Кодекс бесчестия ("Sự sỉ nhục bóng gió", 1993)
- Несравненная ("Có một không hai", 1993)
- Провинциальный бенефис ("Lợi ích thứ cấp", 1993)
- Бульварный роман ("Tiểu thuyết lá cải", 1994)
- Утомленные солнцем ("Cháy nắng mặt trời", 1994)
- Авантюра ("Mạo hiểm", 1995)
- Милый друг давно забытых лет... ("Người bạn của những năm tháng bin lãng quên", 1996)
- Сочинение ко Дню Победы ("Sáng tác cho ngày chiến thắng", 1998?)
- Зал ожидания ("Hội trường hy vọng", 1998)

## Chú dẫn
1. 1 2 3 4 5 6 7  Theo nhà báo Trần Quang Vinh, tài liệu đã dẫn
2. ↑  Itar-Tass news digest of ngày 8 tháng 2 năm 2003. ITAR-TASS News Agency.